# رابرت استرینج
رابرت استرینج (به انگلیسی: Robert Strange) سناتور سابق عضو حزب دموکرات ایالات متحده آمریکا بود. وی در سال ۱۸۳۶ تا ۱۸۴۰ میلادی سناتور ایالت کارولینای شمالی در سنای ایالات متحده آمریکا بود.